# Новодонецьк
Новодоне́цьк (каз. Новодонецк) — село у складі Буландинського району Акмолинської області Казахстану. Входить до складу Журавльовського сільського округу.
Населення — 312 осіб (2021; 437 у 2009, 475 у 1999, 637 у 1989).
Національний склад станом на 1989 рік:
- росіяни — 54 %;
- німці — 30 %.